# Hydroksowęglan miedzi(II)
Hydroksowęglan miedzi(II), CuCO
3·Cu(OH)
2 – nieorganiczny związek chemiczny, hydroksosól miedzi na II stopniu utlenienia i kwasu węglowego.

## Występowanie
Występuje w przyrodzie jako szeroko rozpowszechniony minerał malachit (innym rozpowszechnionym minerałem będącym zasadowym węglanem miedzi(II) jest azuryt o składzie 2CuCO
3·Cu(OH)
2).

## Otrzymywanie

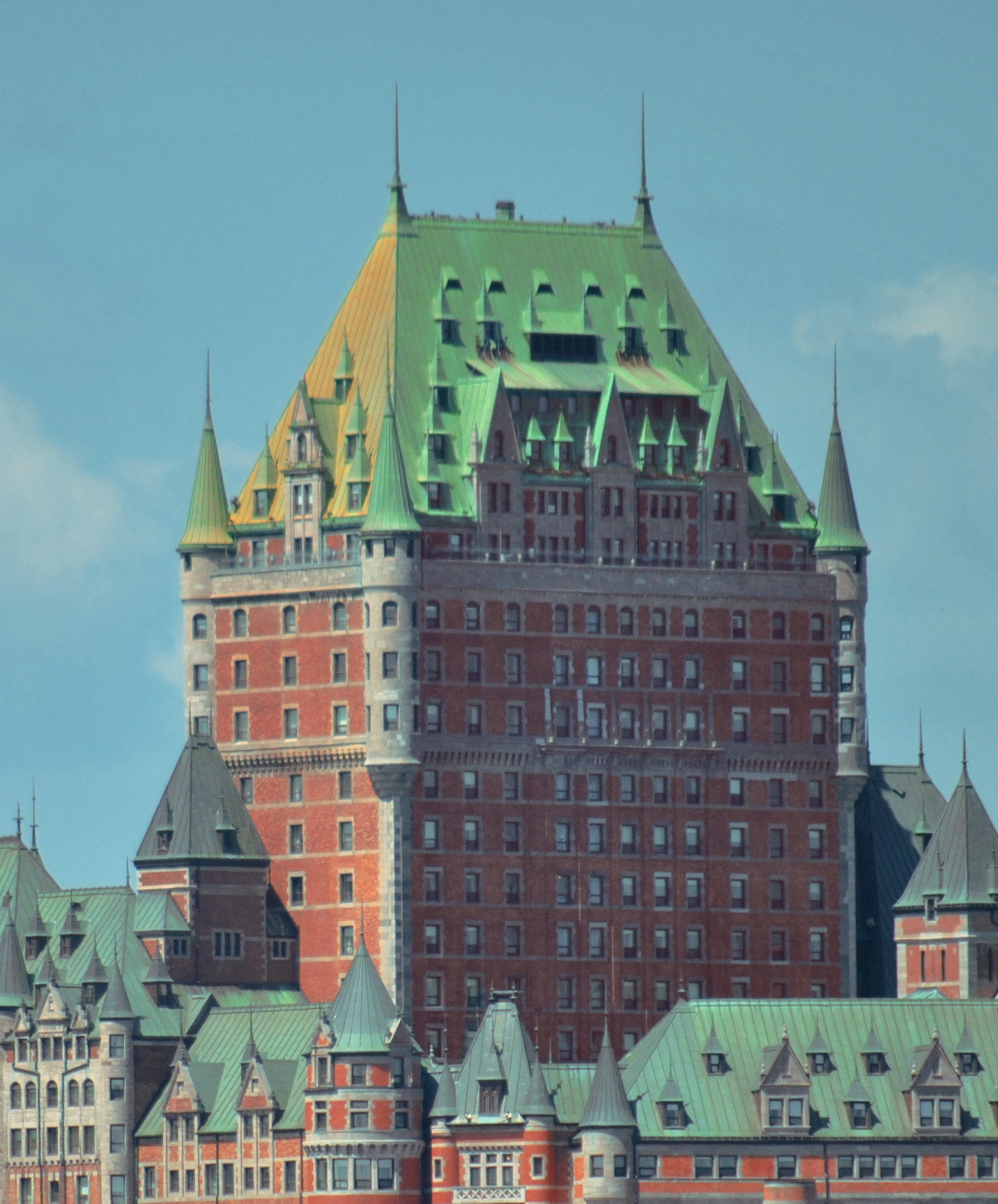
Patyna na dachach Château Frontenac

Powstaje w reakcji dwutlenku węgla z roztworami soli miedzi(II):
2Cu2+
 + CO
2 + 3H
2O  →  CuCO
3·Cu(OH)
2↓ + 4H+

W efekcie nie da się w tej reakcji uzyskać węglanu miedzi(II), CuCO
3.
Przemysłowo otrzymuje się go przez zmieszanie roztworów siarczanu miedzi(II) i węglanu sodu lub wodorowęglanu sodu w temp. 45–65 °C. W pierwszej fazie powstaje 2CuCO
3·Cu(OH)
2, który w ciągu 1–2 h przekształca się w CuCO
3·Cu(OH)
2.
Związek ten powstaje również w wyniku długotrwałego działania wilgotnego powietrza na miedź metaliczną, tworząc charakterystyczną patynę, która chroni metal przed dalszą korozją.

## Właściwości
W temperaturze pokojowej związek rozkłada się powoli do tlenku miedzi(II); w temperaturze powyżej 200 °C reakcja ta staje się bardzo szybka:
CuCO
3·Cu(OH)
2  →  2CuO + H
2O↑ + CO
2↑

## Zastosowanie
Wykorzystywany jest m.in. do otrzymywania innych soli miedzi, jako źródło miedzi w paszach dla zwierząt, w galwanostegii do kontrolowania pH, jako katalizator w reakcjach uwodorniania, do przyspieszania polimeryzacji i do ochrony ziaren przed grzybami. Dodaje się go przy wytwarzaniu niektórych mieszanin pirotechnicznych w celu zabarwienia płomienia spalanej masy na niebiesko.